# Grote Nete
Grote Nete är ett vattendrag i Belgien.   Det ligger i provinsen Antwerpen och regionen Flandern, i den centrala delen av landet, 30 km norr om huvudstaden Bryssel.
Trakten runt Grote Nete består till största delen av jordbruksmark. Runt Grote Nete är det tätbefolkat, med 550 invånare per kvadratkilometer.